# Mistrzostwa Świata 2017 w League of Legends
Mistrzostwa Świata 2017 w League of Legends – siódma edycja e-sportowych Mistrzostw Świata w League of Legends, która odbyła się w Chinach.
Drużyna Samsung Galaxy pokonała 3:0, drugą koreańską drużynę, trzykrotnych Mistrzów Świata - SK Telecom T1. Było to drugie zwycięstwo organizacji Samsung (pierwszy raz jako Samsung White w 2014 roku), oraz piąte dla Korei Południowej.

## Zakwalifikowane drużyny
W mistrzostwach wzięło udział 24 drużyn z 14 lig na całym świecie.
| Region                      | Liga    | Zdobyte miejsce | Pula | Drużyna             | ID  |
| --------------------------- | ------- | --------------- | ---- | ------------------- | --- |
| Chiny                       | LPL     | Faza grupowa    | 1    | Edward Gaming       | EDG |
| Chiny                       | LPL     | Faza grupowa    | 2    | Royal Never Give Up | RNG |
| Chiny                       | LPL     | Faza wstępna    | 3    | Team WE             | WE  |
| Europa                      | EU LCS  | Faza grupowa    | 1    | G2 Esports          | G2  |
| Europa                      | EU LCS  | Faza grupowa    | 2    | Misfits Gaming      | MSF |
| Europa                      | EU LCS  | Faza wstępna    | 3    | Fnatic              | FNC |
| Ameryka Północna            | NA LCS  | Faza grupowa    | 2    | Team SoloMid        | TSM |
| Ameryka Północna            | NA LCS  | Faza grupowa    | 2    | Immortals           | IMT |
| Ameryka Północna            | NA LCS  | Faza wstępna    | 3    | Cloud9              | C9  |
| Korea Południowa            | LCK     | Faza grupowa    | 1    | Longzhu Gaming      | LZ  |
| Korea Południowa            | LCK     | Faza grupowa    | 2    | SK Telecom T1       | SKT |
| Korea Południowa            | LCK     | Faza grupowa    | 2    | Samsung Galaxy      | SSG |
| Tajwan Hong Kong Makau      | LMS     | Faza grupowa    | 1    | Flash Wolves        | FW  |
| Tajwan Hong Kong Makau      | LMS     | Faza grupowa    | 2    | ahq e-Sports Club   | AHQ |
| Tajwan Hong Kong Makau      | LMS     | Faza wstępna    | 3    | Hong Kong Attitude  | HKA |
| Wietnam ►Południowa Azja    | VCS►GPL | Faza grupowa    | 2    | GIGABYTE Marines    | GAM |
| Wietnam ►Południowa Azja    | VCS►GPL | Faza wstępna    | 4    | Young Generation    | YG  |
| Brazylia                    | CBLOL   | Faza wstępna    | 4    | Team oNe Esports    | ONE |
| Rosja (CIS)                 | LCL     | Faza wstępna    | 4    | Gambit Esports      | GMB |
| Turcja                      | TCL     | Faza wstępna    | 4    | 1907 Fenerbahçe     | FB  |
| Japonia                     | LJL     | Faza wstępna    | 5    | Rampage             | RPG |
| Ameryka Łacińska Północna   | LLN     | Faza wstępna    | 5    | Lyon Gaming         | LYN |
| Ameryka Łacińska Południowa | CLS     | Faza wstępna    | 5    | Kaos Latin Gamers   | KLG |
| Oceania                     | OPL     | Faza wstępna    | 5    | Dire Wolves         | DW  |

## Faza wstępna
W fazie wstępnej (play-in) wystąpiło 12 drużyn, które zostały podzielone na 4 grupy. Drużyny grają systemem każdy z każdym, 2 razy do 1 wygranej mapy. 2 najlepsze drużyny każdej grupy rozegrały mecz o przejście do fazy grupowej. Mecze zostały rozegrane w Wuhan Sports Center.

### Grupa A
| Drużyna        | W | P |
| -------------- | - | - |
| Team WE        | 4 | 0 |
| Lyon Gaming    | 2 | 2 |
| Gambit Esports | 0 | 4 |

### Grupa B
| Drużyna          | W | P |
| ---------------- | - | - |
| Cloud9           | 4 | 0 |
| Team oNe eSports | 2 | 3 |
| Dire Wolves      | 1 | 4 |

### Grupa C
| Drużyna           | W | P |
| ----------------- | - | - |
| Fnatic            | 3 | 1 |
| Young Generation  | 2 | 2 |
| Kaos Latin Gamers | 1 | 3 |

### Grupa D
| Drużyna            | W | P |
| ------------------ | - | - |
| 1907 Fenerbahçe    | 4 | 1 |
| Hong Kong Attitude | 3 | 2 |
| Rampage            | 0 | 4 |

### Mecze o awans
2 najlepsze drużyny każdej grupy w fazie wstępnej zagrały ze sobą w systemie do 3 wygranych map o awans do fazy grupowej.
| Data           | Drużyna 1              | Wynik | Wynik | Drużyna 2          |
| -------------- | ---------------------- | ----- | ----- | ------------------ |
| 6 października | Cloud9                 | 3     | 0     | Lyon Gaming        |
| 6 października | Fnatic                 | 3     | 0     | Hong Kong Attitude |
| 7 października | 1907 Fenerbahçe Esport | 3     | 1     | Team oNe           |
| 7 października | Team WE                | 3     | 0     | Young Generation   |

## Faza grupowa
W fazie grupowej wystąpiło 16 drużyn, które zostały podzielone na 4 grupy. Drużyny zagrały systemem każdy z każdym do 1 wygranej mapy. 2 najlepsze drużyny każdej grupy awansowały do fazy pucharowej. Mecze zostały rozegrane w Guangzhou Gymnasium w Kantonie.

### Grupa A
| Drużyna           | W | P |
| ----------------- | - | - |
| SK Telecom T1     | 5 | 1 |
| Cloud9            | 3 | 3 |
| EDward Gaming     | 2 | 4 |
| ahq e-Sports Club | 2 | 4 |

### Grupa B
| Drużyna          | W | P |
| ---------------- | - | - |
| Longzhu Gaming   | 6 | 0 |
| Fnatic           | 4 | 4 |
| GIGABYTE Marines | 2 | 5 |
| Immortals        | 2 | 5 |

Ze względu na ten sam wynik (2W-4L)  FNC, GAM i IMT musiały rozegrać 2 mecze dogrywkowe. FNC i IMT zagrały jako pierwsze, ze względu na najkrótszy czas wygranej GAM. Ostatecznie i pierwszy i drugi mecz wygrało europejskie Fnatic.

### Grupa C
| Drużyna                | W | P |
| ---------------------- | - | - |
| Royal Never Give Up    | 5 | 1 |
| Samsung Galaxy         | 4 | 2 |
| G2 Esports             | 3 | 3 |
| 1907 Fenerbahçe Esport | 0 | 6 |

### Grupa D
| Drużyna        | W | P |
| -------------- | - | - |
| Team WE        | 5 | 1 |
| Misfits Gaming | 4 | 3 |
| Team SoloMid   | 3 | 4 |
| Flash Wolves   | 1 | 5 |

## Faza Pucharowa
|  |                                       |                     |                                 |                                 |   |                     |                         |          |  |  |       |       |       |
|  | Ćwierćfinał                           | Ćwierćfinał         | Ćwierćfinał                     |                                 |   | Półfinał            | Półfinał                | Półfinał |  |  | Finał | Finał | Finał |
|  | Ćwierćfinał                           | Ćwierćfinał         | Ćwierćfinał                     |                                 |   | Półfinał            | Półfinał                | Półfinał |  |  | Finał | Finał | Finał |
|  | 21 października 2017 – Kanton (Chiny) |                     |                                 |                                 |   |                     |                         |          |  |  |       |       |       |
|  |                                       |                     |                                 |                                 |   |                     |                         |          |  |  |       |       |       |
|  | Royal Never Give Up                   | Royal Never Give Up | 3                               |                                 |   |                     |                         |          |  |  |       |       |       |
|  | Royal Never Give Up                   | Royal Never Give Up | 3                               | 28 października 2017 – Szanghaj |   |                     |                         |          |  |  |       |       |       |
|  | Fnatic                                | Fnatic              | 1                               |                                 |   |                     |                         |          |  |  |       |       |       |
|  | Fnatic                                | Fnatic              | 1                               |                                 |   | Royal Never Give Up | Royal Never Give Up     | 2        |  |  |       |       |       |
|  | 20 października 2017 – Kanton (Chiny) |                     |                                 |                                 |   | Royal Never Give Up | Royal Never Give Up     | 2        |  |  |       |       |       |
|  |                                       |                     | SK Telecom T1                   | SK Telecom T1                   | 3 |                     |                         |          |  |  |       |       |       |
|  | SK Telecom T1                         | SK Telecom T1       | SK Telecom T1                   | SK Telecom T1                   | 3 | 3                   |                         |          |  |  |       |       |       |
|  | SK Telecom T1                         | SK Telecom T1       |                                 |                                 |   | 3                   | 4 listopada 2017– Pekin |          |  |  |       |       |       |
|  | Misfits Gaming                        | Misfits Gaming      | 2                               |                                 |   |                     |                         |          |  |  |       |       |       |
|  | Misfits Gaming                        | Misfits Gaming      | 2                               |                                 |   | SK Telecom T1       | SK Telecom T1           | 0        |  |  |       |       |       |
|  | 22 października 2017 – Kanton (Chiny) |                     |                                 |                                 |   | SK Telecom T1       | SK Telecom T1           | 0        |  |  |       |       |       |
|  |                                       |                     | Samsung Galaxy                  | Samsung Galaxy                  | 3 |                     |                         |          |  |  |       |       |       |
|  | Team WE                               | Team WE             | Samsung Galaxy                  | Samsung Galaxy                  | 3 | 3                   |                         |          |  |  |       |       |       |
|  | Team WE                               | Team WE             | 29 października 2017 – Szanghaj |                                 |   | 3                   |                         |          |  |  |       |       |       |
|  | Cloud9                                | Cloud9              | 2                               |                                 |   |                     |                         |          |  |  |       |       |       |
|  | Cloud9                                | Cloud9              | 2                               |                                 |   | Team WE             | Team WE                 | 1        |  |  |       |       |       |
|  | 19 października 2017 – Kanton (Chiny) |                     |                                 |                                 |   | Team WE             | Team WE                 | 1        |  |  |       |       |       |
|  |                                       |                     | Samsung Galaxy                  | Samsung Galaxy                  | 3 |                     |                         |          |  |  |       |       |       |
|  | Longzhu Gaming                        | Longzhu Gaming      | Samsung Galaxy                  | Samsung Galaxy                  | 3 | 0                   |                         |          |  |  |       |       |       |
|  | Longzhu Gaming                        | Longzhu Gaming      |                                 |                                 |   |                     |                         |          |  |  |       |       |       |
|  | Samsung Galaxy                        | Samsung Galaxy      | 3                               |                                 |   |                     |                         |          |  |  |       |       |       |
|  | Samsung Galaxy                        | Samsung Galaxy      | 3                               |                                 |   |                     |                         |          |  |  |       |       |       |

### Ćwierćfinały
| 19 października 2017 | Longzhu Gaming      | 0:3 | Samsung Galaxy |
| 20 października 2017 | SK Telecom T1       | 3:2 | Misfits Gaming |
| 21 października 2017 | Royal Never Give Up | 3:1 | Fnatic         |
| 22 października 2017 | Team WE             | 3:2 | Cloud9         |

### Półfinały
| 28 października 2017 | Royal Never Give Up | 2:3 | SK Telecom T1  |
| 29 października 2017 | Team WE             | 1:3 | Samsung Galaxy |

### Finał
| 4 listopada 2017 | SK Telecom T1 | 0:3 | Samsung Galaxy |

Źródło. Najlepsza czwórka:
| Miejsce | Zespół              | Gracze                | Gracze                    | Gracze                 | Gracze                  | Gracze                  | Nagrody pieniężne |
| Miejsce | Zespół              | Top                   | Dżungla                   | Środek                 | ADC                     | Wsparcie                | Nagrody pieniężne |
| ------- | ------------------- | --------------------- | ------------------------- | ---------------------- | ----------------------- | ----------------------- | ----------------- |
| 1       | Samsung Galaxy      | CuVee (Lee Seong-jin) | Ambition (Kang Chan-yong) | Crown (Lee Min-ho)     | Ruler (Park Jae-hyeok)  | CoreJJ (Jo Yong-in)     | 1,540,000 $       |
| 1       | Samsung Galaxy      | CuVee (Lee Seong-jin) | Haru (Kang Min-seung      | Crown (Lee Min-ho)     | Ruler (Park Jae-hyeok)  | CoreJJ (Jo Yong-in)     | 1,540,000 $       |
| 2       | SK Telecom T1       | Huni (Heo Seung-hoon) | Peanut (Han Wang-ho)      | Faker (Lee Sang-hyeok) | Bang (Bae Jun-sik)      | Wolf (Lee Jae-wan)      | 554,000 $         |
| 2       | SK Telecom T1       | Huni (Heo Seung-hoon) | Blank (Kang Seon-gu)      | Faker (Lee Sang-hyeok) | Bang (Bae Jun-sik)      | Wolf (Lee Jae-wan)      | 554,000 $         |
| 3-4     | Royal Never Give Up | Letme (Yan Junze)     | Mlxg (Liu Shiyu)          | Xiaohu (Li Yuanhao)    | Uzi (Jian Zihao)        | Ming (Shi Senming)      | 287,000 $         |
| 3-4     | Team WE             | 957 (Ke Changyu)      | Condi (Xiang Renjie)      | Xiye (Su Hanwei)       | Mystic (Jin Seong-joon) | Ben (Nam Dong-hyeon)    | 287,000 $         |
| 3-4     | Team WE             | 957 (Ke Changyu)      | Condi (Xiang Renjie)      | Xiye (Su Hanwei)       | Mystic (Jin Seong-joon) | Zero (Yoon Kyeong-seop) | 287,000 $         |

## Nagrody
Członkowie zwycięskiej drużyny podnieśli Puchar Przywoływacza, zdobywając tytuł Mistrzów Świata League of Legends 2017. Oprócz tego zdobyli nagrodę pieniężną w wysokości ok. 1,5 miliona dolarów. Gracz Park "Ruler" Jae-hyeok ze zwycięskiej drużyny został wybrany najlepszym graczem turnieju.